# Кукушкин, Роман Владиславович
Роман Владиславович Кукушкин (род. 18 февраля 1976 года, Балаково) — российский волейбольный тренер.

## Биография
Роман Владиславович Кукушкин родился 18 февраля 1976 года в Балаково. Начал заниматься волейболом в 8 лет. Тренировался под руководством Валентина Викторовича Решетникова и Александра Леонидовича Алексеева. В 1993 году окончил среднюю школу. Затем учился в Вольском военном училище.
С 1999 года работал в структуре клуба «Балаковская АЭС» тренером молодёжной команды и тренером-селекционером.
Также работал детским тренером в спортивных школах Балаково, Одинцово и Москвы.
С 2012 по 2013 год работал ассистентом главного тренера краснодарского «Динамо».
С 2014 по 2017 год был главным тренером «Протона». С октября 2017 по октябрь 2018 года занимал в команде должность старшего тренера.

## Достижения

### С клубами
- Бронзовый призёр Кубка России 2016